# Bussigny-sur-Oron
Bussigny-sur-Oron är en ort i kommunen Oron i kantonen Vaud i Schweiz. Den ligger cirka 18,5 kilometer nordost om Lausanne. Orten har cirka 81 invånare (2020).
Orten var före den 1 januari 2012 en egen kommun, men slogs då samman med kommunerna Châtillens, Chesalles-sur-Oron, Ecoteaux, Les Tavernes, Les Thioleyres, Oron-la-Ville, Oron-le-Châtel, Palézieux och Vuibroye till den nya kommunen Oron.